# Issa Ba
Issa Ba (Thiès, 7 ottobre 1981) è un ex calciatore senegalese, di ruolo centrocampista.

## Carriera

### Club
Ha giocato nella prima divisione francese, in quella polacca ed in quella rumena.

### Nazionale
Nel 2006 ha partecipato alla Coppa d'Africa.

## Palmarès

### Club

#### Competizioni nazionali
- Supercoppa di Romania: 1

Dinamo Bucarest: 2012